# 黒川なつみ
黒川 なつみ（くろかわ なつみ、1972年7月6日 - ）は日本の女優。劇団テアトル・エコー劇団員。エニープロダクション所属。東京都出身。

## 出演

### 舞台
- 今日、悲別で（富良野塾全国ツアー）
- 歸國（富良野塾全国ツアー）
- 青ひげ公の城（流山児★事務所）演出・流山児祥
- 書を捨てよ町へ出よう（流山児★事務所）
- もやしの唄（テアトル・エコー）
- 半変化束恋道中（テアトル・エコー）
- 涙で頬が傷だらけ（テアトル・エコー）
- マグノリアの花たち（テアトル・エコー）
- 日生ミュージカル「くさびら」()演出・小森美巳
- 小心ズカナダモントリオールフリンジフェスティバル07
- 小心ズアメリカ西海岸ツアー
- ほしな丸ちょっぴり劇場「キニサクハナノナ」
- かえる[2]

### テレビドラマ
- 北の国から '98時代
- やすらぎの刻〜道 - 井口恭子 役
- 遺産争族
- ドクターX〜外科医・大門未知子〜 第4期・第5期
- 模倣犯
- 先に産まれただけの僕 第6話
- クロスロード〜声なきに聞き形なきに見よ〜

### 映画
- 霊眼探偵カルテット - スナックのママ

## 吹き替え

### 映画
- えびボクサー
- 案山子男2/復讐の雄叫び
- 家族のかたち
- 人生は、時々晴れ
- デス・サイト
- ネバダ・スミス(ピラー<スザンヌ・プレシェット>)
- 晴れ ときどき くもり
- メイド・イン・マンハッタン

### 海外ドラマ
- アリー my Love
- ドーソンズ・クリーク
- ハロー!スーザン

### アニメ
- バンビ2 森のプリンス
- マーサの幸せレシピ
- Mr.インクレディブル

## CM
- ロッテ「キシリトール」 - 母親 役
- コーセープロビジョン「米肌」 - 主婦 役
- 静鉄不動産 - 母親 役
- ティファール「電気ケトル]」販売台数、累計2000万台!を記念スペシャル動画 - 母親 役